# 북미 동남부 소림지 원주민

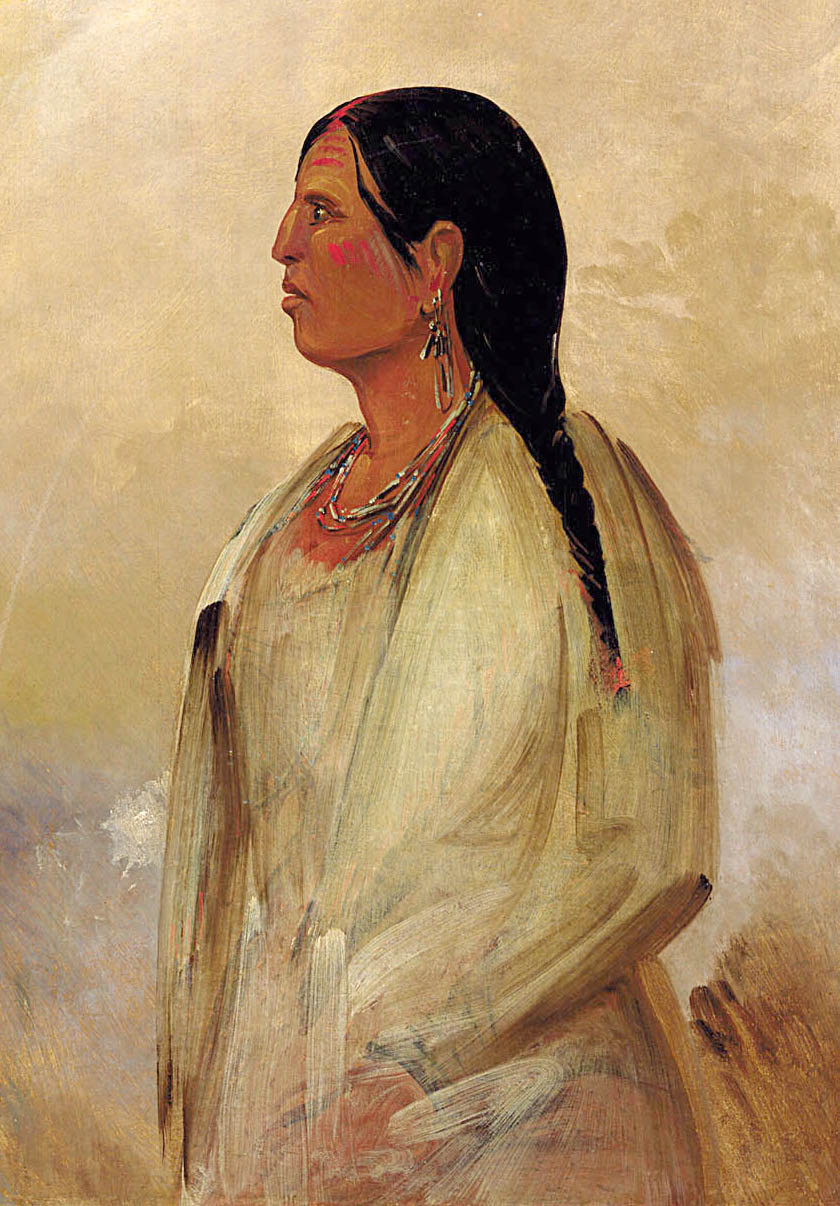
촉토인 여성. 조지 캐틀린 그림.

북미 동남부 소림지 원주민(Indigenous peoples of the Southeastern Woodlands), 또는 동남부 인디언(Southeast Indians)은 오늘날의 동남부 미국과 멕시코 동북 국경지대에 살았던 원주민들이다. 넓게 잡아서 북미 동부 소림지 원주민에 속한다고 볼 수 있다. 북미 원주민에 대한 다른 분류가 그렇듯이 이것은 문화지리적 구분으로, 혈통이나 언어를 기준으로 분류된 것이 아니다.
동남부 원주민에 대한 연구는 1887년 오티스 터프턴 메이슨과 프란츠 보아스가 처음 시작하였으며, 동남부 원주민들의 거주 지역은 지리적 구분보다는 그들이 공유하는 문화적 특질에 의해 규정되었다. 북으로는 동북부 소림지 원주민 문화, 서쪽으로는 대평원 원주민 문화와 접하며, 이 문화들 간의 천이는 연속적이기 때문에 문화지리적 구분은 학자들마다 달라질 수 있다.
주요 부족으로는 체로키, 촉토, 카도 등이 있다. 언어적으로는 머스코기어족과 카도어족이 많지만 인구가 가장 많은 체로키는 이로쿼이어족이다.

## 문화
동남부 원주민의 문화적 특징은 가족관계가 모계제이고, 씨족 간에 족외혼을 하며, 마을을 만들어 조직화된 정착생활을 한다는 것이다.:3 동남부 원주민 사회는 여러 씨족으로 나뉜다. 그들은 족내혼과 근친혼에 대한 강한 금기를 가지고 있다. 족장을 비롯해서 여러 여자를 부양할 수 있는 남자는 일부다처혼을 할 수 있다. 남아와 여아 모두 성인식을 갖는다.
동남부 원주민들은 애니미즘에 기반하는, 서로 유사한 전통종교를 가지고 있다. 다양한 종교적 의례를 가지고 있는데, 옥수수 수확을 앞두고 하는 생옥수수 의식이 대표적이다.:3 또한 종교인이자 치유사로서 무의가 중요한 역할을 한다. 동남부 원주민들의 신앙 체계는 동북부 원주민들과 다소 공통점이 있는데, 아마 10세기 미시시피 문화의 영향일 것이다.
동남부 원주민들은 농경을 하는 정착민이었으며, 주요 작물은 세자매였다. 세자매 농법은 메소아메리카에서 등장해서 수 세기 동안 북상하여 북미대륙 대부분의 지역에 전해졌다. 세자매 농법은 호박, 콩, 옥수수를 함께 심음으로써 서로간의 상승효과를 노리는 복작농법이다. 키가 큰 옥수수는 콩이 감고 올라갈 지주대가 되어주고, 호박잎이 햇빛을 가려 잡초가 자라는 것을 막고 흙의 습기를 유지한다. 콩은 질소를 고정하여 다른 작물들의 생장을 돕는다.

## 같이 보기
- 치티머샤